# 謝爾羅克鎮區 (愛荷華州巴特勒縣)
謝爾羅克鎮區（英語：Shell Rock Township）是位於美國愛荷華州巴特勒縣的一個行政鎮區。

## 地方資料
根據2010年美國人口普查的數據，謝爾羅克鎮區的面積為94.42平方千米，當中陸地面積為94.05平方千米，而水域面積為0.37平方千米。當地共有人口1673人，而人口密度為每平方千米17.72人。